# Província de La Spezia
La província de la Spezia  és una província que forma part de la regió de Ligúria dins Itàlia. La seva capital és La Spezia.
Limita a l'oest amb la ciutat metropolitana de Gènova, al nord amb la regió d'Emília-Romanya (província de Parma), a l'est amb la Toscana (província de Massa i Carrara), mentre que pel sud es banyada pel mar Lígur.
Té una àrea de 881,35 km², i una població total de 220.373 hab. (2016). Hi ha 32 municipis a la província.